# Horná Mariková
Horná Mariková es un municipio del distrito de Považská Bystrica en la región de Trenčín, Eslovaquia, con una población estimada a final del año 2024 de 583 habitantes.
Se encuentra ubicado al norte de la región, cerca del río Váh (cuenca hidrográfica del Danubio) y de la frontera con República Checa y con la región de Žilina.

## Demografía
| Año        | 1994 | 2004     | 2014     | 2024    |
| ---------- | ---- | -------- | -------- | ------- |
| Población  | 908  | 757      | 613      | 583     |
| Diferencia |      | −16,62 % | −19,02 % | −4,89 % |

| Año        | 2023 | 2024    |
| ---------- | ---- | ------- |
| Población  | 574  | 583     |
| Diferencia |      | +1,56 % |